# Eparchia di Isil'kul'

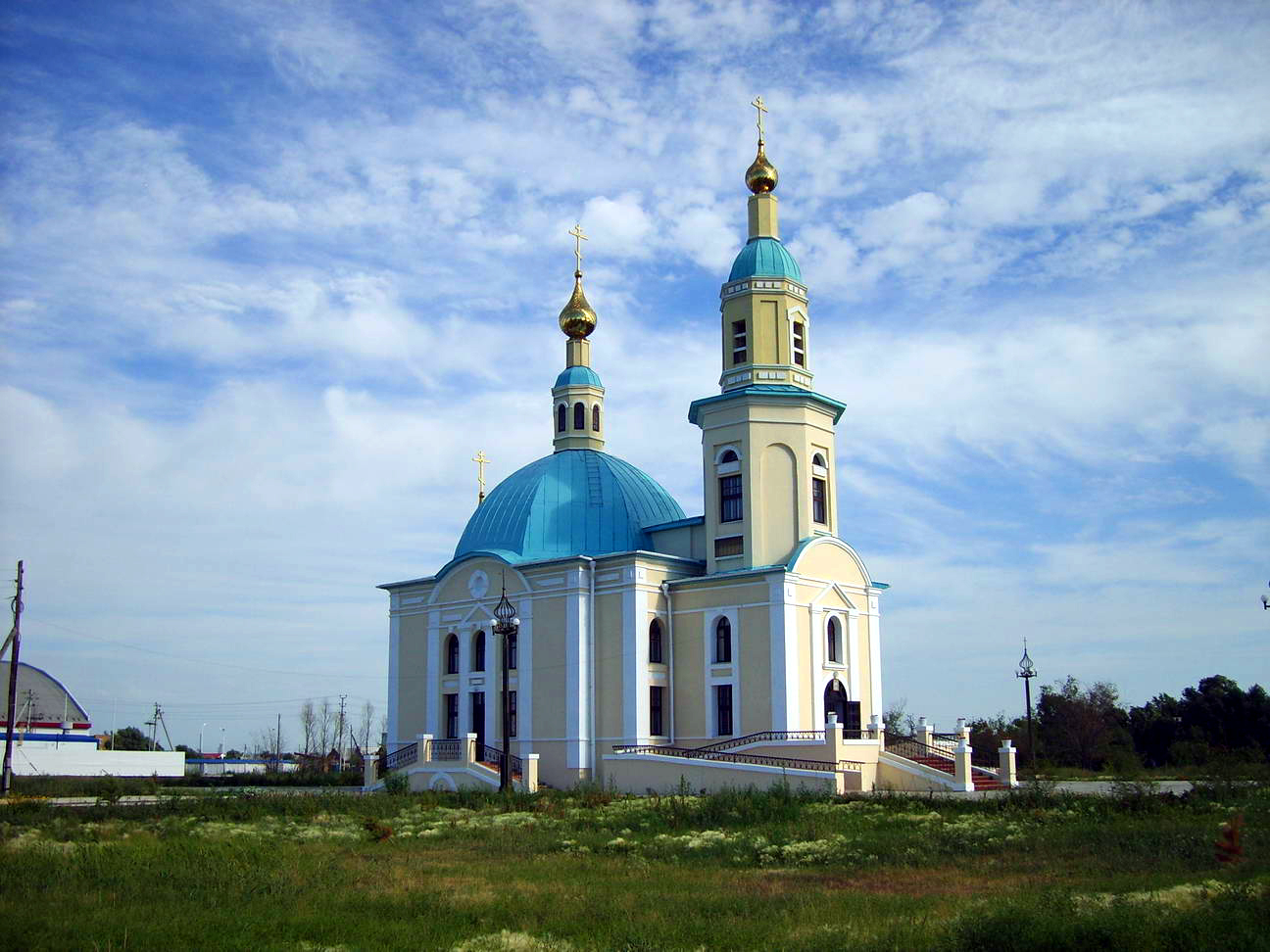
La cattedrale dei Nuovi Martiri e Confessori della Russia a Isil'kul'.

L'eparchia di Isil'kul' (in russo Исилькульская епархия?) è una diocesi della Chiesa ortodossa russa, appartenente alla metropolia di Omsk.

## Territorio
L'eparchia comprende i rajon Isil'kul'skij, Ljubinskij, Moskalenskij, Nazyvaevskij, Novovaršavskij, Odesskij, Pavlogradskij, Poltavskij, Russko-Poljanskij e Šerbakul'skij nell'oblast' di Omsk nel circondario federale della Siberia.
Sede eparchiale è la città di Isil'kul', dove si trova la cattedrale dei Nuovi Martiri e Confessori della Russia.
L'eparca ha il titolo ufficiale di «eparca di Isil'kul' e di Russkaja Poljana».

## Storia
L'eparchia è stata eretta dal Santo Sinodo della Chiesa ortodossa russa il 6 giugno 2012, ricavandone il territorio dall'eparchia di Omsk, e contestualmente è entrata a far parte della metropolia di Omsk.